# Élections présidentielles sous la Cinquième République en Lozère
Depuis l'adoption de la Constitution de la Cinquième République française en 1958, dix élections présidentielles ont eu lieu afin d'élire le président de la République. Cette page présente les résultats de ces élections en Lozère.

## Synthèse des résultats du second tour
Conservateur, la Lozère vote traditionnellement plus à droite que la France. C'est en particulier le cas en 1981, 1988 et 2012 où le département a placé en tête respectivement Valéry Giscard d'Estaing (59,45 %), Jacques Chirac (56,94 %) et Nicolas Sarkozy (50,05 %) alors qu'au niveau national ont été élus François Mitterrand (51,76 % et 54,02 %) et François Hollande (51,64 %). En 2017 Emmanuel Macron obtient un score similaire au niveau national.
| année | Répartition des exprimés | Répartition des exprimés | Participation (% des inscrits) | Blancs ou nuls (% des votants) |

| 2017 | Emmanuel Macron (67,03 %) (France : 66,10 %) | Marine Le Pen (32,97 %) (France : 33,90 %) | 80,03 % (France : 77,77 %) | 2,37 % (France : 2,47 %) |

| 2012 | François Hollande (49,95 %) (France : 51,64 %) | Nicolas Sarkozy (50,05 %) (France : 48,36 %) | 85,21 % (France : 80,35 %) | 2,01 % (France : 5,82 %) |

| 2007 | Nicolas Sarkozy (55,75 %) (France : 53,06 %) | Ségolène Royal (44,25 %) (France : 46,94 %) | 87,76 % (France : 83,97 %) | 1,41 % (France : 4,20 %) |

| 2002 | Jacques Chirac (85,57 %) (France : 82,21 %) | J.-M. Le Pen (14,43 %) (France : 17,79 %) | 77,37 % (France : 79,71 %) | 3,61 % (France : 3,38 %) |

| 1995 | Jacques Chirac (61,45 %) (France : 52,64 %) | Lionel Jospin (38,55 %) (France : 47,36 %) | 83,47 % (France : 78,38 %) | 2,58 % (France : 2,81 %) |

| 1988 | François Mitterrand (43,06 %) (France : 54,02 %) | Jacques Chirac (56,94 %) (France : 45,98 % %) | 82,34 % (France : 81,35 %) | 1,74 % (France : 2,00 %) |

| 1981 | François Mitterrand (40,55 %) (France : 51,76 %) | Valéry Giscard d'Estaing (59,45 %) (France : 48,24 %) | 80,5 % (France : 81,09 %) | 1,27 % (France : 1,62 %) |

| 1974 | Valéry Giscard d'Estaing (64,32 %) (France : 50,81 %) | François Mitterrand (35,68 %) (France : 49,19 %) | 81,65 % (France : 84,23 %) | 0,94 % (France : 0,92 %) |

| 1969 | Georges Pompidou (72,63 %) (France : 58,21 %) | Alain Poher (27,37 %) (France : 41,79 %) | 76,71 % (France : 77,59 %) | 1,13 % (France : 1,29 %) |

| 1965 | Charles de Gaulle (66,77 %) (France : 55,20 %) | François Mitterrand (33,23 %) (France : 44,80 %) | 80,44 % (France : 84,75 %) | 0,86 % (France : 1,01 %) |

|  | ▲ |

## Résultats détaillés par scrutin

### 2017
Le premier tour de l'élection présidentielle de 2017 voit s'affronter onze candidats. Emmanuel Macron arrive en tête devant Marine Le Pen et tous deux se qualifient pour le second tour. Néanmoins, avec François Fillon et Jean-Luc Mélenchon, les scores des quatre candidats ayant recueilli le plus de voix sont serrés (4,43 points entre le 1er et le 4e). Pour la première fois, aucun des candidats des deux partis politiques pourvoyeurs jusque-là des présidents de la Ve République, n'est présent au second tour. Celui-ci se tient le dimanche 7 mai et se solde par la victoire d'Emmanuel Macron, avec un total de 20 753 798 bulletins de vote en sa faveur, soit 66,10 % des suffrages exprimés, face à la candidate du Front national, qui recueille 33,90 %. Le scrutin est néanmoins marqué par une forte abstention et par un record de votes blancs ou nuls.
En Lozère, François Fillon arrive en tête du premier tour avec 22,82 % des exprimés, suivi de Emmanuel Macron (21,73 %), Jean-Luc Mélenchon (19,7 %), Marine Le Pen (18,89 %) et Benoît Hamon (5,68 %). Au second tour, les électeurs ont voté à 67,03 % pour Emmanuel Macron contre 32,97 % pour Marine Le Pen avec un taux de participation de 80,03 % des inscrits.
|             | LR          | François Fillon       | 10 986 | 22,82 %    |        |            |  |  |
|             | EM          | Emmanuel Macron       | 10 463 | 21,73 %    | 26 994 | 67,03 %    |  |  |
|             | LFi         | Jean-Luc Mélenchon    | 9 483  | 19,7 %     |        |            |  |  |
|             | FN          | Marine Le Pen         | 9 097  | 18,89 %    | 13 275 | 32,97 %    |  |  |
|             | PS          | Benoît Hamon          | 2 733  | 5,68 %     |        |            |  |  |
|             | DlF         | Nicolas Dupont-Aignan | 2 197  | 4,56 %     |        |            |  |  |
|             | RES         | Jean Lassalle         | 1 764  | 3,66 %     |        |            |  |  |
|             | NPA         | Philippe Poutou       | 683    | 1,42 %     |        |            |  |  |
|             | UPR         | François Asselineau   | 354    | 0,74 %     |        |            |  |  |
|             | LO          | Nathalie Arthaud      | 294    | 0,61 %     |        |            |  |  |
|             | SeP         | Jacques Cheminade     | 93     | 0,19 %     |        |            |  |  |
|             |             |                       |        |            |        |            |  |  |
|             |             |                       | Nombre | % inscrits | Nombre | % inscrits |  |  |
| Inscrits    | Inscrits    | Inscrits              | 59 508 |            | 59 496 |            |  |  |
| Abstentions | Abstentions | Abstentions           | 9 949  | 16,72 %    | 11 884 | 19,97 %    |  |  |
| Votants     | Votants     | Votants               | 49 559 | 83,28 %    | 47 612 | 80,03 %    |  |  |
|             |             |                       |        |            |        |            |  |  |
|             |             |                       |        | % votants  |        | % votants  |  |  |
| Blancs      | Blancs      | Blancs                | 904    | 1,52 %     | 5 008  | 8,42 %     |  |  |
| Nuls        | Nuls        | Nuls                  | 508    | 0,85 %     | 2 335  | 3,92 %     |  |  |
| Exprimés    | Exprimés    | Exprimés              | 48 147 | 80,91 %    | 40 269 | 67,68 %    |  |  |

### 2012
Hollande, désigné par le PS à la suite d'une primaire ouverte, devance Sarkozy dès le premier tour de l'élection présidentielle de 2012 : c'est la première fois qu'un président sortant est ainsi devancé. Au second tour, Sarkozy est battu mais par un écart plus faible qu'attendu.
En Lozère, Nicolas Sarkozy arrive en tête du premier tour avec 27,77 % des exprimés, suivi de François Hollande (25,15 %), Marine Le Pen (17,3 %), Jean-Luc Mélenchon (12,41 %) et François Bayrou (11,01 %). Au second tour, les électeurs ont voté à 49,95 % pour François Hollande contre 50,05 % pour Nicolas Sarkozy avec un taux de participation de 86,01 % des inscrits.
|                | UMP            | Nicolas Sarkozy       | 13 885 | 27,77 %    | 24 036 | 50,05 %    |  |  |
|                | PS             | François Hollande     | 12 579 | 25,15 %    | 23 991 | 49,95 %    |  |  |
|                | FN             | Marine Le Pen         | 8 650  | 17,3 %     |        |            |  |  |
|                | FG             | Jean-Luc Mélenchon    | 6 208  | 12,41 %    |        |            |  |  |
|                | MoDem          | François Bayrou       | 5 505  | 11,01 %    |        |            |  |  |
|                | EELV           | Éva Joly              | 1 307  | 2,61 %     |        |            |  |  |
|                | DLF            | Nicolas Dupont-Aignan | 843    | 1,69 %     |        |            |  |  |
|                | NPA            | Philippe Poutou       | 647    | 1,29 %     |        |            |  |  |
|                | LO             | Nathalie Arthaud      | 263    | 0,53 %     |        |            |  |  |
|                | S&P            | Jacques Cheminade     | 119    | 0,24 %     |        |            |  |  |
|                |                |                       |        |            |        |            |  |  |
|                |                |                       | Nombre | % inscrits | Nombre | % inscrits |  |  |
| Inscrits       | Inscrits       | Inscrits              | 59 890 |            | 59 885 |            |  |  |
| Abstentions    | Abstentions    | Abstentions           | 8 857  | 14,79 %    | 8 378  | 13,99 %    |  |  |
| Votants        | Votants        | Votants               | 51 033 | 85,21 %    | 51 507 | 86,01 %    |  |  |
|                |                |                       |        |            |        |            |  |  |
|                |                |                       |        | % votants  |        | % votants  |  |  |
| Blancs ou nuls | Blancs ou nuls | Blancs ou nuls        | 1 027  | 2,01 %     | 3 480  | 6,76 %     |  |  |
| Exprimés       | Exprimés       | Exprimés              | 50 006 | 97,99 %    | 48 027 | 97,99 %    |  |  |

### 2007
Au premier tour de l'élection présidentielle de 2007, Sarkozy réussit à capter une partie des voix de Le Pen et arrive largement en tête. Royal est la première femme qualifiée pour le second tour d'une élection présidentielle. Elle est battue avec une avance de 6 points.
En Lozère, Nicolas Sarkozy arrive en tête du premier tour avec 31,81 % des exprimés, suivi de Ségolène Royal (22,72 %), François Bayrou (21,09 %), Jean-Marie Le Pen (9,44 %) et Olivier Besancenot (3,9 %). Au second tour, les électeurs ont voté à 55,75 % pour Nicolas Sarkozy contre 44,25 % pour Ségolène Royal avec un taux de participation de 88,08 % des inscrits.
|                | UMP            | Nicolas Sarkozy      | 16 517 | 31,81 %    | 28 100 | 55,75 %    |  |  |
|                | PS             | Ségolène Royal       | 11 799 | 22,72 %    | 22 307 | 44,25 %    |  |  |
|                | UDF            | François Bayrou      | 10 950 | 21,09 %    |        |            |  |  |
|                | FN             | Jean-Marie Le Pen    | 4 900  | 9,44 %     |        |            |  |  |
|                | LCR            | Olivier Besancenot   | 2 027  | 3,9 %      |        |            |  |  |
|                | SE             | José Bové            | 1 260  | 2,43 %     |        |            |  |  |
|                | CPNT           | Frédéric Nihous      | 1 065  | 2,05 %     |        |            |  |  |
|                | MPF            | Philippe de Villiers | 1 011  | 1,95 %     |        |            |  |  |
|                | GPA            | Marie-George Buffet  | 868    | 1,67 %     |        |            |  |  |
|                | Les Verts      | Dominique Voynet     | 721    | 1,39 %     |        |            |  |  |
|                | LO             | Arlette Laguiller    | 532    | 1,02 %     |        |            |  |  |
|                | CNRSP          | Gérard Schivardi     | 275    | 0,53 %     |        |            |  |  |
|                |                |                      |        |            |        |            |  |  |
|                |                |                      | Nombre | % inscrits | Nombre | % inscrits |  |  |
| Inscrits       | Inscrits       | Inscrits             | 60 016 |            | 59 991 |            |  |  |
| Abstentions    | Abstentions    | Abstentions          | 7 346  | 12,24 %    | 7 153  | 11,92 %    |  |  |
| Votants        | Votants        | Votants              | 52 670 | 87,76 %    | 52 838 | 88,08 %    |  |  |
|                |                |                      |        |            |        |            |  |  |
|                |                |                      |        | % votants  |        | % votants  |  |  |
| Blancs ou nuls | Blancs ou nuls | Blancs ou nuls       | 745    | 1,41 %     | 2 431  | 4,6 %      |  |  |
| Exprimés       | Exprimés       | Exprimés             | 51 925 | 98,59 %    | 50 407 | 95,4 %     |  |  |

### 2002
Après cinq années de cohabitation, un duel est attendu entre Chirac et le Premier ministre Jospin lors de l'élection présidentielle de 2002, mais, à la surprise générale, ce dernier est devancé par Le Pen au premier tour. Au second tour, Chirac bénéficie du ralliement de la gauche et reçoit un score sans précédent. Il s'agit de la première élection pour un mandat de cinq ans et non plus sept.
En Lozère, Jacques  Chirac arrive en tête du premier tour avec 24,7 % des exprimés, suivi de Jean-Marie  Le Pen (13,58 %), Lionel  Jospin (12,85 %), Jean  Saint-Josse (8,31 %) et François Bayrou (7,47 %). Au second tour, les électeurs ont voté à 85,57 % pour Jacques  Chirac contre 14,43 % pour Jean-Marie  Le Pen avec un taux de participation de 84,16 % des inscrits.
|                | RPR            | Jacques Chirac          | 10 838 | 24,7 %     | 39 715 | 85,57 %    |  |  |
|                | FN             | Jean-Marie Le Pen       | 5 958  | 13,58 %    | 6 695  | 14,43 %    |  |  |
|                | PS             | Lionel Jospin           | 5 637  | 12,85 %    |        |            |  |  |
|                | CPNT           | Jean Saint-Josse        | 3 644  | 8,31 %     |        |            |  |  |
|                | UDF            | François Bayrou         | 3 277  | 7,47 %     |        |            |  |  |
|                | MC             | Jean-Pierre Chevènement | 2 091  | 4,77 %     |        |            |  |  |
|                | LCR            | Olivier Besancenot      | 2 040  | 4,65 %     |        |            |  |  |
|                | LO             | Arlette Laguiller       | 2 035  | 4,64 %     |        |            |  |  |
|                | Les Verts      | Noël Mamère             | 1 944  | 4,43 %     |        |            |  |  |
|                | DL             | Alain Madelin           | 1 875  | 4,27 %     |        |            |  |  |
|                | PC             | Robert Hue              | 1 464  | 3,34 %     |        |            |  |  |
|                | PRG            | Christiane Taubira      | 822    | 1,87 %     |        |            |  |  |
|                | MNR            | Bruno Mégret            | 749    | 1,71 %     |        |            |  |  |
|                | Cap21          | Corinne Lepage          | 690    | 1,57 %     |        |            |  |  |
|                | FRS            | Christine Boutin        | 633    | 1,44 %     |        |            |  |  |
|                | PT             | Daniel Gluckstein       | 176    | 0,4 %      |        |            |  |  |
|                |                |                         |        |            |        |            |  |  |
|                |                |                         | Nombre | % inscrits | Nombre | % inscrits |  |  |
| Inscrits       | Inscrits       | Inscrits                | 58 828 |            | 58 811 |            |  |  |
| Abstentions    | Abstentions    | Abstentions             | 13 311 | 22,63 %    | 9 318  | 15,84 %    |  |  |
| Votants        | Votants        | Votants                 | 45 517 | 77,37 %    | 49 493 | 84,16 %    |  |  |
|                |                |                         |        |            |        |            |  |  |
|                |                |                         |        | % votants  |        | % votants  |  |  |
| Blancs ou nuls | Blancs ou nuls | Blancs ou nuls          | 1 644  | 3,61 %     | 3 083  | 6,23 %     |  |  |
| Exprimés       | Exprimés       | Exprimés                | 43 873 | 96,39 %    | 46 410 | 93,77 %    |  |  |

### 1995
Après une nouvelle cohabitation et alors que la droite est particulièrement divisée entre Chirac et le Premier ministre Balladur, Jospin réussit à arriver en tête au premier tour de l'élection présidentielle de 1995, malgré la très lourde défaite de la gauche aux législatives de 1993. Au second tour, il est battu par Chirac.
En Lozère, Jacques Chirac arrive en tête du premier tour avec 26,84 % des exprimés, suivi d'Édouard Balladur (24,35 %), Lionel Jospin (20,56 %), Jean-Marie Le Pen (9,62 %) et Robert Hue (7,03 %). Au second tour, les électeurs ont voté à 61,45 % pour Jacques Chirac contre 38,55 % pour Lionel Jospin avec un taux de participation de 85,6 % des inscrits.
|                | RPR            | Jacques Chirac       | 12 594 | 26,84 %    | 28 978 | 61,45 %    |  |  |
|                | RPR            | Édouard Balladur     | 11 423 | 24,35 %    |        |            |  |  |
|                | PS             | Lionel Jospin        | 9 645  | 20,56 %    | 18 179 | 38,55 %    |  |  |
|                | FN             | Jean-Marie Le Pen    | 4 512  | 9,62 %     |        |            |  |  |
|                | PC             | Robert Hue           | 3 300  | 7,03 %     |        |            |  |  |
|                | LO             | Arlette Laguiller    | 1 937  | 4,13 %     |        |            |  |  |
|                | MPF            | Philippe de Villiers | 1 847  | 3,94 %     |        |            |  |  |
|                | Les Verts      | Dominique Voynet     | 1 522  | 3,24 %     |        |            |  |  |
|                | S&P            | Jacques Cheminade    | 140    | 0,3 %      |        |            |  |  |
|                |                |                      |        |            |        |            |  |  |
|                |                |                      | Nombre | % inscrits | Nombre | % inscrits |  |  |
| Inscrits       | Inscrits       | Inscrits             | 57 701 |            | 57 682 |            |  |  |
| Abstentions    | Abstentions    | Abstentions          | 9 540  | 16,53 %    | 8 305  | 14,4 %     |  |  |
| Votants        | Votants        | Votants              | 48 161 | 83,47 %    | 49 377 | 85,6 %     |  |  |
|                |                |                      |        |            |        |            |  |  |
|                |                |                      |        | % votants  |        | % votants  |  |  |
| Blancs ou nuls | Blancs ou nuls | Blancs ou nuls       | 1 241  | 2,58 %     | 2 220  | 4,5 %      |  |  |
| Exprimés       | Exprimés       | Exprimés             | 46 920 | 97,42 %    | 47 157 | 95,5 %     |  |  |

### 1988
Après deux ans de cohabitation, Mitterrand affronte le Premier ministre Chirac lors de l'élection présidentielle de 1988. Le Pen obtient au premier tour un score jusque-là sans précédent pour un parti d'extrême droite. Au second tour, Mitterrand est facilement réélu.
En Lozère, Jacques Chirac arrive en tête du premier tour avec 26,93 % des exprimés, suivi de François Mitterrand (26,84 %), Raymond Barre (21,59 %), Jean-Marie Le Pen (11,63 %) et André Lajoinie (4,87 %). Au second tour, les électeurs ont voté à 56,94 % pour Jacques Chirac contre 43,06 % pour François Mitterrand avec un taux de participation de 87,46 % des inscrits.
|                | RPR                   | Jacques Chirac      | 12 449 | 26,93 %    | 27 648 | 56,94 %    |  |  |
|                | PS                    | François Mitterrand | 12 406 | 26,84 %    | 20 908 | 43,06 %    |  |  |
|                | SE                    | Raymond Barre       | 9 982  | 21,59 %    |        |            |  |  |
|                | FN                    | Jean-Marie Le Pen   | 5 377  | 11,63 %    |        |            |  |  |
|                | PC                    | André Lajoinie      | 2 253  | 4,87 %     |        |            |  |  |
|                | Les Verts             | Antoine Waechter    | 1 583  | 3,42 %     |        |            |  |  |
|                | Communiste rénovateur | Pierre Juquin       | 1 195  | 2,59 %     |        |            |  |  |
|                | LO                    | Arlette Laguiller   | 800    | 1,73 %     |        |            |  |  |
|                | MPT                   | Pierre Boussel      | 180    | 0,39 %     |        |            |  |  |
|                |                       |                     |        |            |        |            |  |  |
|                |                       |                     | Nombre | % inscrits | Nombre | % inscrits |  |  |
| Inscrits       | Inscrits              | Inscrits            | 57 132 |            | 57 111 |            |  |  |
| Abstentions    | Abstentions           | Abstentions         | 10 088 | 17,66 %    | 7 164  | 12,54 %    |  |  |
| Votants        | Votants               | Votants             | 47 044 | 82,34 %    | 49 947 | 87,46 %    |  |  |
|                |                       |                     |        |            |        |            |  |  |
|                |                       |                     |        | % votants  |        | % votants  |  |  |
| Blancs ou nuls | Blancs ou nuls        | Blancs ou nuls      | 819    | 1,74 %     | 1 391  | 2,78 %     |  |  |
| Exprimés       | Exprimés              | Exprimés            | 46 225 | 98,26 %    | 48 556 | 97,22 %    |  |  |

### 1981
Lors de l'élection présidentielle de 1981, Giscard d'Estaing arrive en tête au premier tour et affronte, comme la fois précédente, Mitterrand. Pour la première fois, un président sortant est battu : Mitterrand devient le premier président de gauche de la Ve République.
En Lozère, Valéry Giscard d'Estaing arrive en tête du premier tour avec 39,08 % des exprimés, suivi de François Mitterrand (22,18 %), Jacques Chirac (19,4 %), Georges Marchais (8,48 %) et Brice Lalonde (3,39 %). Au second tour, les électeurs ont voté à 64,32 % pour Valéry Giscard d'Estaing contre 40,55 % pour François Mitterrand avec un taux de participation de 86,92 % des inscrits.
|                | UDF            | Valéry Giscard d'Estaing | 17 800 | 39,08 %    | 28 876 | 59,45 %    |  |  |
|                | PS             | François Mitterrand      | 10 102 | 22,18 %    | 19 696 | 40,55 %    |  |  |
|                | RPR            | Jacques Chirac           | 8 837  | 19,4 %     |        |            |  |  |
|                | PC             | Georges Marchais         | 3 862  | 8,48 %     |        |            |  |  |
|                | MEP            | Brice Lalonde            | 1 546  | 3,39 %     |        |            |  |  |
|                | LO             | Arlette Laguiller        | 1 115  | 2,45 %     |        |            |  |  |
|                | Divers droite  | Michel Debré             | 760    | 1,67 %     |        |            |  |  |
|                | PSU            | Huguette Bouchardeau     | 571    | 1,25 %     |        |            |  |  |
|                | Divers droite  | Marie-France Garaud      | 505    | 1,11 %     |        |            |  |  |
|                | MRG            | Michel Crépeau           | 445    | 0,98 %     |        |            |  |  |
|                |                |                          |        |            |        |            |  |  |
|                |                |                          | Nombre | % inscrits | Nombre | % inscrits |  |  |
| Inscrits       | Inscrits       | Inscrits                 | 57 309 |            | 57 261 |            |  |  |
| Abstentions    | Abstentions    | Abstentions              | 11 178 | 19,5 %     | 7 492  | 13,08 %    |  |  |
| Votants        | Votants        | Votants                  | 46 131 | 80,5 %     | 49 769 | 86,92 %    |  |  |
|                |                |                          |        |            |        |            |  |  |
|                |                |                          |        | % votants  |        | % votants  |  |  |
| Blancs ou nuls | Blancs ou nuls | Blancs ou nuls           | 588    | 1,27 %     | 1 197  | 2,41 %     |  |  |
| Exprimés       | Exprimés       | Exprimés                 | 45 543 | 98,73 %    | 48 572 | 97,59 %    |  |  |

### 1974
L'élection présidentielle de 1974 est une élection anticipée à la suite de la mort de Pompidou. Mitterrand, candidat unique de la gauche, est largement en tête au premier tour devant Giscard d'Estaing, qui distance lui-même Chaban-Delmas. Au terme d'une campagne animée, marquée par un débat télévisé tendu, Giscard d'Estaing l'emporte avec une très courte avance.
En Lozère, Valéry Giscard d'Estaing arrive en tête du premier tour avec 46,92 % des exprimés, suivi de François Mitterrand (31,59 %), Jacques Chaban-Delmas (13,15 %), Jean Royer (3,2 %) et Arlette Laguiller (2,83 %). Au second tour, les électeurs ont voté à 64,32 % pour Valéry Giscard d'Estaing contre 35,68 % pour François Mitterrand avec un taux de participation de 86,87 % des inscrits.
|                | RI             | Valéry Giscard d'Estaing | 20 010 | 46,92 %    | 29 105 | 64,32 %    |  |  |
|                | PS             | François Mitterrand      | 13 470 | 31,59 %    | 16 148 | 35,68 %    |  |  |
|                | UDR            | Jacques Chaban-Delmas    | 5 607  | 13,15 %    |        |            |  |  |
|                | SE             | Jean Royer               | 1 366  | 3,2 %      |        |            |  |  |
|                | LO             | Arlette Laguiller        | 1 206  | 2,83 %     |        |            |  |  |
|                | SE, écologiste | René Dumont              | 320    | 0,75 %     |        |            |  |  |
|                | FN             | Jean-Marie Le Pen        | 241    | 0,57 %     |        |            |  |  |
|                | MDSF           | Émile Muller             | 164    | 0,38 %     |        |            |  |  |
|                | FCR            | Alain Krivine            | 111    | 0,26 %     |        |            |  |  |
|                | NAR            | Bertrand Renouvin        | 70     | 0,16 %     |        |            |  |  |
|                | MFE            | Jean-Claude Sebag        | 53     | 0,12 %     |        |            |  |  |
|                |                |                          |        |            |        |            |  |  |
|                |                |                          | Nombre | % inscrits | Nombre | % inscrits |  |  |
| Inscrits       | Inscrits       | Inscrits                 | 52 727 |            | 52 708 |            |  |  |
| Abstentions    | Abstentions    | Abstentions              | 9 677  | 18,35 %    | 6 919  | 13,13 %    |  |  |
| Votants        | Votants        | Votants                  | 43 050 | 81,65 %    | 45 789 | 86,87 %    |  |  |
|                |                |                          |        |            |        |            |  |  |
|                |                |                          |        | % votants  |        | % votants  |  |  |
| Blancs ou nuls | Blancs ou nuls | Blancs ou nuls           | 405    | 0,94 %     | 536    | 1,17 %     |  |  |
| Exprimés       | Exprimés       | Exprimés                 | 42 645 | 99,06 %    | 45 253 | 98,83 %    |  |  |

### 1969
L'élection présidentielle de 1969 est une élection anticipée à la suite de la démission de De Gaulle. La gauche se lance désunie dans la course et, bien que Duclos (PCF) manque de le devancer, c'est le président par intérim Poher qui accède au second tour face à l'ex-Premier ministre Pompidou. Alors que Duclos refuse d'appeler à voter au second tour pour « bonnet blanc ou blanc bonnet », Pompidou est finalement largement élu.
En Lozère, Georges Pompidou arrive en tête du premier tour avec 63,14 % des exprimés, suivi de Alain Poher (16,58 %), Jacques Duclos (12,29 %), Gaston Defferre (3,24 %) et Michel Rocard (2,78 %). Au second tour, les électeurs ont voté à 72,63 % pour Georges Pompidou contre 27,37 % pour Alain Poher avec un taux de participation de 75,06 % des inscrits.
|                | UDR            | Georges Pompidou | 25 508 | 63,14 %    | 27 817 | 72,63 %    |  |  |
|                | CD             | Alain Poher      | 6 699  | 16,58 %    | 10 481 | 27,37 %    |  |  |
|                | PC             | Jacques Duclos   | 4 963  | 12,29 %    |        |            |  |  |
|                | SFIO           | Gaston Defferre  | 1 308  | 3,24 %     |        |            |  |  |
|                | PSU            | Michel Rocard    | 1 125  | 2,78 %     |        |            |  |  |
|                | SE             | Louis Ducatel    | 445    | 1,1 %      |        |            |  |  |
|                | LC             | Alain Krivine    | 349    | 0,86 %     |        |            |  |  |
|                |                |                  |        |            |        |            |  |  |
|                |                |                  | Nombre | % inscrits | Nombre | % inscrits |  |  |
| Inscrits       | Inscrits       | Inscrits         | 53 264 |            | 53 249 |            |  |  |
| Abstentions    | Abstentions    | Abstentions      | 12 406 | 23,29 %    | 13 282 | 24,94 %    |  |  |
| Votants        | Votants        | Votants          | 40 858 | 76,71 %    | 39 967 | 75,06 %    |  |  |
|                |                |                  |        |            |        |            |  |  |
|                |                |                  |        | % votants  |        | % votants  |  |  |
| Blancs ou nuls | Blancs ou nuls | Blancs ou nuls   | 461    | 1,13 %     | 1 669  | 4,18 %     |  |  |
| Exprimés       | Exprimés       | Exprimés         | 40 397 | 98,87 %    | 38 298 | 95,82 %    |  |  |

### 1965
L'élection présidentielle de 1965 est la première élection au suffrage universel direct à la suite du référendum d'octobre 1962. De Gaulle est mis en ballottage, à la surprise générale, par Mitterrand, candidat unique de la gauche. La campagne du second tour est axée sur l'Europe et les relations internationales ainsi que sur l'armement nucléaire. De Gaulle est finalement réélu avec une large avance.
En Lozère, Charles de Gaulle arrive en tête du premier tour avec 51,72 % des exprimés, suivi de François Mitterrand (22,47 %), Jean Lecanuet (18,11 %), Jean-Louis Tixier-Vignancour (5,5 %) et Pierre Marcilhacy (1,19 %). Au second tour, les électeurs ont voté à 66,77 % pour Charles de Gaulle contre 33,23 % pour François Mitterrand avec un taux de participation de 81,09 % des inscrits.
|                | UNR            | Charles de Gaulle            | 22 333 | 51,72 %    | 28 520 | 66,77 %    |  |  |
|                | CIR            | François Mitterrand          | 9 702  | 22,47 %    | 14 193 | 33,23 %    |  |  |
|                | MRP            | Jean Lecanuet                | 7 818  | 18,11 %    |        |            |  |  |
|                | SE             | Jean-Louis Tixier-Vignancour | 2 375  | 5,5 %      |        |            |  |  |
|                | PLE            | Pierre Marcilhacy            | 515    | 1,19 %     |        |            |  |  |
|                | SE             | Marcel Barbu                 | 438    | 1,01 %     |        |            |  |  |
|                |                |                              |        |            |        |            |  |  |
|                |                |                              | Nombre | % inscrits | Nombre | % inscrits |  |  |
| Inscrits       | Inscrits       | Inscrits                     | 54 151 |            | 54 132 |            |  |  |
| Abstentions    | Abstentions    | Abstentions                  | 10 594 | 19,56 %    | 10 235 | 18,91 %    |  |  |
| Votants        | Votants        | Votants                      | 43 557 | 80,44 %    | 43 897 | 81,09 %    |  |  |
|                |                |                              |        |            |        |            |  |  |
|                |                |                              |        | % votants  |        | % votants  |  |  |
| Blancs ou nuls | Blancs ou nuls | Blancs ou nuls               | 376    | 0,86 %     | 1 184  | 2,7 %      |  |  |
| Exprimés       | Exprimés       | Exprimés                     | 43 181 | 99,14 %    | 42 713 | 97,3 %     |  |  |